# 提姆·畢曉普
提姆·畢曉普（英語：Tim Bishop，1950年6月1日—）是美國的一位政治人物。提姆·畢曉普在2003年至2015年擔任紐約州國會第一選區的美國眾議院議員。他的黨籍是民主党。在離開國會之後，畢曉普現在是一位大學教授。他也是華盛頓特區一家政府關係企業的高級顧問。